# インド南部鉄道
インド南部鉄道（英称 Southern Railway）は、インド南部に路線を有する鉄道。国有であるインド鉄道の16社のうちの一つである。インドの南部にあるタミル・ナードゥ州、パーンディッチェーリ連合区、ケーララ州、およびアーンドラ・プラデーシュ州とカルナータカ州の一部を管轄している。

## 歴史
1951年に、マドラス・南マラーター鉄道 (Madras and Southern Mahratta Railway)、南インド鉄道 (Southern Indian Railway)、マイソール州鉄道 (Mysore State Railway) の3社が合併して設立された。

## 路線
運行する列車名で表現されるインド南部鉄道の各路線は、日本の鉄道ように路線名があるかどうかは定かではないが、分かりやすく整理するために便宜的に以下のように区分を試みた。
- チェンナイ・グードゥール線 : タミル・ナードゥ州のチェンナイ中央駅と、アーンドラ・プラデーシュ州のグードゥール駅とを結ぶ。
- チェンナイ・マイラードゥトゥライ線 : タミル・ナードゥ州のチェンナイ・エグモア駅と、同州のマイラードゥトゥライ連絡駅とを結ぶ。
- チェンナイ・マイソール線 : タミル・ナードゥ州のチェンナイ中央駅と、カルナータカ州のマイソール駅とを結ぶ。
- パーンディッチェーリ線 : タミル・ナードゥ州のヴィリュップラム連絡駅と、パーンディッチェーリ連合区のパーンディッチェーリ駅とを結ぶ。
- ティルパティ線 : タミル・ナードゥ州のチェンガルパットゥ連絡駅と、アーンドラ・プラデーシュ州のレーニグンタ駅とを結ぶ。
- ラーメーシュヴァラム線 : タミル・ナードゥ州のティルッチラーッパッリ連絡駅と、同州のラーメーシュヴァラム駅とを結ぶ。
- ナーグール線 : タミル・ナードゥ州のティルッチラーッパッリ連絡駅と、同州のナーグール駅とを結ぶ。
- マイラードゥトゥライ・カーライックディ線 : タミル・ナードゥ州のマイラードゥトゥライ連絡駅と、同州のカーライックディ連絡駅とを結ぶ。
- マドゥライ・テンガーシ線 : タミル・ナードゥ州のマドゥライ連絡駅(en:Madurai_Junction)と、同州のテンガーシ連絡駅とを結ぶ。
- マドゥライ・マーナーマドゥライ線 : タミル・ナードゥ州のマドゥライ連絡駅と、同州のマーナーマドゥライ連絡駅とを結ぶ。
- ボーディナーヤッカヌール線 : タミル・ナードゥ州のマドゥライ連絡駅と、同州のボーディナヤッカヌール駅とを結ぶ。